# Hemicepon muelleri
Hemicepon muelleri là một loài chân đều trong họ Bopyridae. Loài này được Lemos de Castro & Brasil-Lima miêu tả khoa học năm 1980.